# 5. Oscar-gála
Az 5. Oscar-gálát, melyen a Filmakadémia díjait osztották ki, 1932. november 18-án tartották. A díjkiosztást Amerikában közvetítette a rádió. A Paramount egyik zeneszerzője erre az alkalomra egy dalt komponált.[forrás?] Ekkor adták ki először a rövidfilm díjat, és másodszor ítélték meg a különdíjat, amit Walt Disney kapott meg, Mickey egér alkotója. A hagyományok szerint az előző különdíj nyertesének kellett volna átadnia a díjat, de Charlie Chaplin nem jelent meg a rendezvényen.[forrás?]
Ebben az évben megosztották az Oscart két színész között. Wallace Beeryre és Fredric Marchra egy szavazatnyi különbséggel adták le jelölésüket az akadémia tagjai, és a szabályok szerint ekkora szavazatkülönbségnél mindkét jelölt nyer.

## Kategóriák

### Legjobb film
- Grand Hotel – Metro-Goldwyn-Mayer
  - Arrowsmith – Samuel Goldwyn Productions
  - Rossz lány (Bad Girl) – Fox
  - A bajnok (The Champ) – Metro-Goldwyn-Mayer
  - Five Star Final – First National
  - Édes pásztoróra (One Hour with You) – Paramount Publix
  - Shanghai Express – Paramount Publix
  - A mosolygó hadnagy (The Smiling Lieutenant) – Paramount Publix

### Legjobb férfi főszereplő
- Wallace Beery – A bajnok (The Champ)
- Fredric March – Dr. Jekyll és Mr. Hyde (Dr. Jekyll and Mr. Hyde)
  - Alfred Lunt – The Guardsman

### Legjobb női főszereplő
- Helen Hayes – Madelon Claudet bűne
  - Marie Dressler – Emma
  - Lynn Fontanne – The Guardsman

### Legjobb rendező
- Frank Borzage - Rossz lány (Bad Girl)
  - King Vidor - A bajnok (The Champ)
  - Josef Von Sternberg - Shanghai Express

### Legjobb eredeti történet
- A bajnok (The Champ) – Frances Marion
  - Lady and Gent – Grover Jones, William Slavens McNutt
  - The Star Witness – Lucien Hubbard
  - What Price Hollywood? – Adela Rogers St. Johns, Jane Murfin

### Legjobb adaptált forgatókönyv
- Rossz lány (Bad Girl) – Edwin Burke
  - Arrowsmith – Sidney Howard
  - Dr. Jekyll és Mr. Hyde (Dr. Jekyll and Mr. Hyde) – Percy Heath, Samuel Hoffenstein

### Legjobb operatőr
- Shanghai Express – Lee Garmes
  - Arrowsmith – Ray June
  - Dr. Jekyll és Mr. Hyde (Dr. Jekyll and Mr. Hyde) – Karl Struss

### Legjobb látványtervezés
- Transatlantic – Gordon Wiles
  - Miénk a szabadság (A Nous la Liberté; francia) – Lazare Meerson
  - Arrowsmith – Richard Day

### Legjobb animációs rövidfilm
- Flowers and Trees – Walt Disney, Producer
  - It's Got Me Again – Leon Schlesinger, Producer
  - Mickey's Orphans – Walt Disney, Producer

### Legjobb rövidfilm (vígjáték)
- The Music Box – Hal Roach, Producer
  - The Loud Mouth – Mack Sennett, Producer
  - Scratch-As-Catch-Can – RKO Radio
  - (Stout Hearts and Willing Hands – RKO Radio)[* 1]

### Legjobb rövidfilm (újdonság)
- Wrestling Swordfish – Mack Sennett, Producer
  - Screen Souvenirs – Paramount Publix
  - Swing High – Metro-Goldwyn-Mayer

### Legjobb hangkeverés[* 2]
- Paramount Publix Studio Sound Department
  - Metro-Goldwyn-Mayer Studio Sound Department
  - RKO Radio Studio Sound Department
  - Walt Disney Productions
  - Warner Bros.-First National Studio Sound Department

### Különdíj
- Walt Disney – Mickey egér megalkotásáért

### Tudományos vagy technikai díj (II. osztály)
- A Technicolor Motion Picture Corp. részére színes rajzfilm-előállítási folyamatáért. [Cartoon Process]

### Tudományos vagy technikai díj (III. osztály)
- Az Eastman Kodak Company részére Type II-B érzékenységmérőjéért. [Laboratory]

## Statisztika

### Egynél több jelöléssel bíró filmek
- 4 jelölés: Arrowsmith és A bajnok (The Champ)
- 3 jelölés: Rossz lány (Bad Girl), Shanghai Express, Dr. Jekyll és Mr. Hyde (Dr. Jekyll and Mr. Hyde)
- 2 jelölés: The Guardsman

### Egynél több díjjal bíró filmek
- 2 díj: Rossz lány és A bajnok